# Astropecten orsinii
Astropecten orsinii is een kamster uit de familie Astropectinidae.
De wetenschappelijke naam van de soort werd in 1895 gepubliceerd door Leipoldt.